# Phulia
Phulia é uma vila no distrito de Nadia, no estado indiano de Bengala Ocidental.

## Demografia
Segundo o censo de 2001, Phulia tinha uma população de 50 254 habitantes. Os indivíduos do sexo masculino constituem 52% da população e os do sexo feminino 48%. Phulia tem uma taxa de literacia de 68%, superior à média nacional de 59,5%: a literacia no sexo masculino é de 74% e no sexo feminino é de 62%. Em Phulia, 11% da população está abaixo dos 6 anos de idade.